# Morón de Almazán
Morón de Almazán település Spanyolországban, Soria tartományban. Morón de Almazán Coscurita, Soliedra, Momblona, Alentisque, Almaluez, Taroda és Adradas községekkel határos. Lakosainak száma 202 fő (2024).

## Népesség
A település népessége az elmúlt években az alábbi módon változott:
| Lakosok száma | 264  | 247  | 242  | 242  | 222  | 221  | 203  | 193  | 198  | 202  |
|               | 2001 | 2004 | 2007 | 2009 | 2012 | 2014 | 2017 | 2019 | 2022 | 2024 |